# 스택 오버플로 (웹사이트)
스택 오버플로(Stack Overflow) 또는 스택 오버플로우는 스택 익스체인지 네트워크의 대표적인 웹사이트로, 2008년 제프 앳우드와 조엘 스폴스키가 엑스퍼츠-익스체인지와 같은 초기 Q&A에 비해 더 개방된 웹사이트로서 스택 오버플로를 만들었다. 이 웹사이트의 이름은 2008년 4월 앳우드의 유명한 프로그래밍 블로그 "코딩 호러"(Coding Horror) 독자들의 투표에 의해 선정되었다.
이 웹사이트는 컴퓨터 프로그래밍의 다양한 주제에 대한 질문과 답변의 기능을 한다.
2013년 6월 기준으로 스택 오버플로는 1,700,000 명 이상의 등록 사용자와 5,000,000개 이상의 질문들이 있다. 질문에 할당된 태그의 종류에 따라 이 사이트에서 가장 많이 논의된 8개의 주제로는: C#, 자바, PHP, 자바스크립트, 안드로이드, 제이쿼리, C++, 파이썬이 있다.

## 데이터 덤프
스텍 오버플로의 공동창업자였던 제프 앳우드(Jeff Atwood)는 다음과 같이 공식블로그에서 스택 오버플로 데이터 덤프에 대한 입장을 언급한바있다.
우리는 초기에 Stack Overflow의 모든 사용자 생성 콘텐츠가 크리에이티브 커먼즈 라이선스에 포함되도록 결정했습니다. 모든 훌륭한 Stack Overflow 질문, 답변 및 댓글은 여러분 모두가 아낌없이 제공 한 것이므로 cc-wiki (cc-by-sa라고도 함)에 따라 라이선스가 부여됩니다. cc-wiki 라이선스 자유롭게 공유할 수 있습니다. 배포 및 전송…
이러한 취지는 아직도 스택오버플로의 저력이 되어주고있다. 현재 '스텍 익스체인지(Stack Exchange) 서비스 약관 및 모든 페이지의 바닥 글에 명시된 바와 같이 모든 공개적으로 액세스 가능한 사용자 기여는 다음과 같이 CCA SA(Creative Commons Attribution-ShareAlike) 라이선스에 따라 라이선스가 부여됩니다.'를 유지하고있다.

## 같이 보기
- OSQA

## 참조
1. ↑  “Which tools and technologies are used to build the Stack Exchange Network?”. 《Meta Stack Overflow》. Stack Overflow.
2. ↑  Spolsky, Joel (2008년 9월 15일). “Stack Overflow Launches”. Joel on Software. 2014년 7월 7일에 확인함.
3. ↑  “Stack Exchange Network Legal Links”. 《Stack Exchange》. 2012년 1월 2일에 확인함.
4. ↑  Stack Overflow Internet Services, Inc. (2010년 6월 8일). “Stack Exchange API”. 《Stack Apps》. 2010년 6월 8일에 확인함.
5. ↑  Jeff Atwood (2008년 4월 16일). “Introducing Stackoverflow.com”. 《Coding Horror》. 2010년 2월 3일에 원본 문서에서 보존된 문서. 2009년 3월 11일에 확인함.
6. ↑  Jeff Atwood (2008년 9월 16일). “None of Us is as Dumb as All of Us”. 《Coding Horror》. 2009년 3월 14일에 원본 문서에서 보존된 문서. 2009년 3월 11일에 확인함.
7. ↑  Jeff Atwood (2008년 4월 6일). “Help Name Our Website”. 《Coding Horror》. 2010년 2월 3일에 원본 문서에서 보존된 문서. 2009년 6월 15일에 확인함.
8. ↑  Alan Zeichick (2009년 4월 15일). “Secrets of social site success”. 《SD Times》. 2009년 4월 26일에 원본 문서에서 보존된 문서. 2009년 4월 16일에 확인함.
9. ↑  “Spolsky's Software Q-and-A Site”. 《Slashdot》. 2008년 9월 16일. 2009년 5월 16일에 원본 문서에서 보존된 문서. 2009년 5월 23일에 확인함.
10. ↑  Joel Spolsky (2009년 4월 24일). “Google Tech Talks: Learning from StackOverflow.com”. YouTube. 2009년 5월 23일에 확인함.
11. ↑  “Users”. 《Stack Overflow》. 2013년 6월 1일에 확인함.
12. ↑  “Questions”. 《Stack Overflow》. 2013년 6월 1일에 확인함.
13. ↑  “Tags”. 《Stack Overflow》. 2013년 6월 1일에 확인함.
14. ↑  (스택 오버플로 블로그-Stack Overflow Creative Commons Data Dump)https://stackoverflow.blog/2009/06/04/stack-overflow-creative-commons-data-dump/
15. ↑  (스텍 오버플로 What is the license for the content I post? - Stack Overflow Help center)https://stackoverflow.com/help/licensing
16. ↑  (Public Network Terms of Service
-스택 오버플로 )https://stackoverflow.com/legal/terms-of-service/public#licensing